# Moulle
Moulle é uma comuna francesa na região administrativa de Altos da França, no departamento de Pas-de-Calais. Estende-se por uma área de 5,39 km². Em 2010 a comuna tinha 1 153 habitantes (densidade: 213,9 hab./km²).